# Protaleuron
Protaleuron is een geslacht van vlinders uit de onderfamilie Macroglossinae van de familie pijlstaarten (Sphingidae).

## Soorten
- Protaleuron rhodogaster Rothschild & Jordan, 1903